# フレデリック・ストック

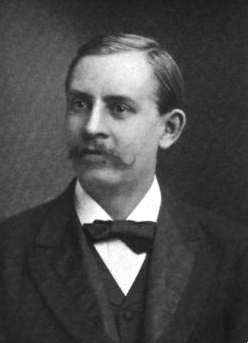
フレデリック・ストック

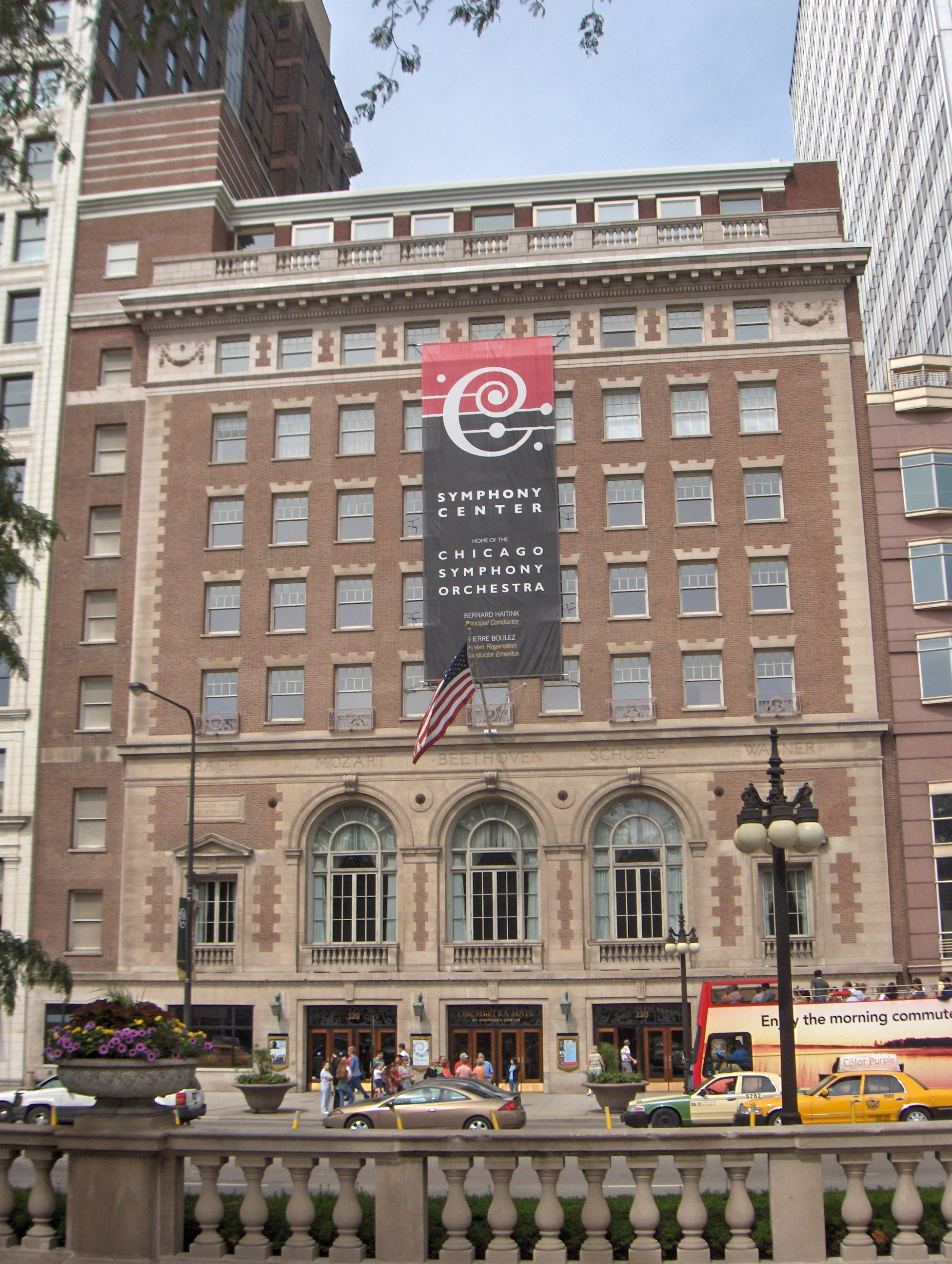
シカゴ・オーケストラ・ホール

フレデリック・ストック（Frederick Stock, 1872年11月11日 - 1942年10月20日）はアメリカ合衆国の指揮者・作曲家。ドイツ・ノルトライン＝ヴェストファーレン州ユーリヒ出身。

## 略歴
軍楽隊長の父親から初期の音楽教育を受け、13歳でケルン音楽院ヴァイオリン科・作曲科に進む。恩師のひとりにフンパーディンクがおり、同級生にメンゲルベルクがいた。1890年に卒業後、ケルン市立管弦楽団のヴァイオリン奏者に選ばれる。1895年に、シカゴ交響楽団楽員の抜擢のためにドイツ訪問中であったセオドア・トマスと出会い、オーディションの結果シカゴ交響楽団のヴィオラ奏者に選ばれたことにより、将来の展望が大きく開けることになる。渡米後、やがて指揮者としても非常に有能であることがトマスに認められ、1899年に准指揮者に昇格する。1905年にトマスが急逝すると、シカゴ交響楽団の音楽監督の地位を引き継いだ。当初は一時しのぎの代役であったが、1911年にシカゴ交響楽団の評議委員が、マーラーやハンス・リヒター、ワインガルトナー、カール・ムック、フェリックス・モットルらを首席指揮者に招聘することに失敗すると、終身音楽監督の地位がストックに舞い込んで来た。
シカゴ交響楽団はストックの監督下において、アメリカ随一のオーケストラに急成長した。特徴ある金管楽器の響きは、早くも最初の録音に聴き取ることができる。ストックは近代音楽の熱心な支持者であったので、当時モダンと見なされたさまざまな作曲家や作品を擁護し、上演した。たとえば、マーラーやリヒャルト・シュトラウスのほか、ストラヴィンスキーの《交響曲ハ調》（シカゴ交響楽団創立50周年記念の委嘱作品である）、プロコフィエフの《ピアノ協奏曲第3番》、ホルスト、コダーイの《管弦楽のための協奏曲》（ストックによる委嘱作品）、グリフス、ミャスコフスキー、スーク、ウォルトン、ベンジャミン、エネスコらの作品を積極的に上演し、録音した。1916年にストックはシカゴ交響楽団を指揮して、コロンビア・レーベルに最初の録音を行なっている。実際にこれらの音源は、アメリカのオーケストラが独自の音楽監督のもとに行なった最初の録音であった。その後シカゴ交響楽団はストックのもとで、RCAビクターとコロンビアの間を行き来した。ストックの最後の録音となったショーソンの《交響曲変ロ長調》は没後の1943年に発表された。

## 評価
ストックは指揮者として過小評価されており、レオポルド・ストコフスキーやアルトゥール・ニキシュ、アルトゥーロ・トスカニーニらのようには華麗な存在ではなかった。指揮台の上では控えめに振舞い、聴衆の注意力が音楽そのものから逸れて指揮者に向かわないようにした。だからといって退屈な指揮者だったというわけではない。それどころか、ワーグナーやブラームス、チャイコフスキー、グリエールなどの録音は、感動的ですらある。とはいえ中庸を得た姿勢のために、不幸にして、本来ストックが受けてしかるべき聴衆の注目や賛美・敬意を受けることができなかった。ストックの音源は、CD時代になって入手困難になってはいるものの、ビダルフやダンテといったレーベルのほか、シカゴ交響楽団の公式サイトからも入手することができる。
シカゴ交響楽団におけるストックの任期（37年間）は、ユージン・オーマンディのフィラデルフィア管弦楽団と並んでアメリカ人指揮者の任期の最長記録となっている。ストックの死後、音楽監督職はベルギー人のデジレ・デフォーが選ばれた。